# Muzyka renesansu

## Ramy czasowe okresu
Kwestia określenia ram chronologicznych renesansu została uznana na II połowę XV w., czyli od momentu, w którym zaczęto interesować się tym okresem. Pojawiały się nawet koncepcje niewyodrębniania w muzyce takiego okresu jak renesans.
August Wilhelm Ambros był pierwszym historykiem, który stworzył nowoczesną syntezę dziejów historii muzyki. W trzeciej części swojej pracy Geschichte der Musik przyjmuje nazwę renesans dla oznaczenia okresu historycznego. Podzielił tę epokę historyczną wewnętrznie:
- na czasy Niderlandczyków
- muzykę angielską i niemiecką w XVI w.
- muzykę włoską XV i XVI wieku.

Ponieważ w jego koncepcji pojawiały się pewne nieścisłości i dysproporcje, poglądy Ambrosa skorygował André Pirro. Podkreślił on przejściowy charakter szkoły weneckiej i cezurę w roku 1600. Do jego pracy nawiązywali późniejsi historycy.
Innym punktem odniesienia dla historyków były techniki kompozytorskie i praktyka wykonawcza. Hugo Riemann w I tomie Handbuch der Musikgeschichte stworzył wewnętrzny podział na renesans wczesny (XIV i XV w.) oraz epokę stylu przeimitowanego i epokę polifonii a cappella (XVI w.). W swojej koncepcji jest niekonsekwentny, ponieważ za koniec średniowiecza uznaje 1500 rok, a jednocześnie do renesansu zalicza pieśń włoską z towarzyszeniem instrumentalnym, której początki znajdują się już w XV wieku.
Z teorią Riemmanna łączy się koncepcja Arnolda Scheringa wyrażona w Studien zur Musikgeschichte de Fruhrenaissance, gdzie zajął się problemem praktyki wykonawczej.
Curt Sachs wyróżnia fazy późnego renesansu (w latach 1500–1530 / 1530 – 1565).
Jacques Handschin dzieli historię muzyki na stulecia i zwraca uwagę na ostrożne wprowadzanie terminu renesans do muzyki, który odnosić może się tylko do muzyki europejskiej.
Z uwagi na perspektywę myśli odrodzenia, periodyzacji dokonywali również m.in. Friedrich Blume, czy Bukofzer.
Najnowsze prace dotyczące periodyzacji muzyki renesansu są autorstwa Howarda Mayera Browna, który zwraca uwagę na przeobrażanie w sposobie komponowania i cechy materiału muzycznego, Claude’a Palisca, który rozróżnia pojęcia muzyki renesansowej (przepojonej duchem renesansu) oraz muzyki renesansu (czyli utworów powstających w tym konkretnym okresie chronologicznym).
Do ciekawych pomysłów zaliczyć można podział dokonany przez Besselera, który wydzielił tylko dwa okresy w historii muzyki – muzykę dawną (do 1600 r.) oraz nowszą. Abbiati dokonał nieprecyzyjnego podziału wewnętrznego (np. na okres mieszczański czy okres związku hanzeatyckiego). Reese uznał renesans za czasy kompozytorów od Dufaya do Gabrielliego, a Schrade opierał się na pracach ówczesnych teoretyków (czym dowodził, iż wydzielenie renesansu jako odrębnego okresu historycznego jest ważne, ponieważ ówcześni teoretycy tę odrębność odczuwali).
Okres ten jest niejednolity, jednakże zasadniczo można by go podzielić na dwa etapy rozwoju:
- (1430–1500) Etap początkowy, w którym, mimo widocznego jeszcze wpływowi muzyki średniowiecza, zauważalne są już nowe tendencje w muzyce; początek epoki uwarunkowany pojawieniem się kompozytorów szkoły flamandzkiej oraz powstaniem techniki fauxbourdonowej.
- (1500–1600) Rozkwit muzyczny renesansu, w którym powstają nowe formy muzyczne

## Charakterystyka muzyki renesansu
Lata: 1430–1600
W renesansie zaczęto uważać muzykę za sztukę – wynik wiedzy, umiejętności i talentu. Zwracano uwagę na wartość muzyki i na jej wpływ na człowieka. Tu kompozytor stał się mistrzem, teoretyk natomiast jedynie osobą zajmującą się zapisywaniem i porządkowaniem zdarzeń.
Głównymi gatunkami muzyki religijnej pozostawały: msza, oficjum (magnificat, hymn, antyfona) oraz motet (najczęściej z tekstem psalmodycznym). W muzyce świeckiej dominowały pieśni: francuska chanson, włoski madrygał oraz popularne utwory w prostej, akordowej technice i nierzadko w tanecznych rytmach (frottola, balletto, villanella).
Chociaż nadal bezwzględnie dominowała muzyka wokalna, coraz większą rolę odgrywały instrumenty. Na czoło wysuwały się instrumenty umożliwiające grę akordową; szczególnie popularna jako instrument akompaniujący i solowy była lutnia. Udoskonalono instrumenty klawiszowe: szpinet, klawikord, organy (wynaleziono podwójne klawiatury ręczne oraz klawiaturę nożną). W Holandii popularność zyskały carillons (kuranty) budowane z szeregu dzwonów połączonych z klawiaturą. Rosła ilość warsztatów budowniczych instrumentów, gdzie powstawały całe „rodziny” odpowiadające układowi chóralnemu, np. flety dyszkantowe (sopranowe), altowe, tenorowe, basowe. Ideałem stało się brzmienie eufoniczne, podkreślające spójność głosów.
Odrodzenie sztuki starożytnej, tak istotne dla literackiej i plastycznej kultury europejskiej XV i XVI wieku, w muzyce nie odgrywa równie doniosłej roli. Z jednej bowiem strony antyczną teorię muzyki kultywowano w średniowieczu od czasów Boecjusza, ale sama muzyka starożytna pozostawała muzyką. W praktyce kompozytorskiej wpływ antyku był więc pośredni: w XV w. popularnością cieszyli się improwizujący śpiewacy towarzyszący sobie na wioli lub lutni i naśladujący Orfeusza, a u schyłku XVI w. dysputy florenckich intelektualistów dały początek operze (Camerata florencka).
Renesans był epoką wielkich odkryć i przewrotów. Dla kultury muzycznej brzemienne w skutki okazało się wynalezienie druku (Johannes Gutenberg) oraz reformacja. W wyniku zmian politycznych i gospodarczych nastąpiło przemieszczanie się głównych ośrodków kultury muzycznej. Wyczerpana i zniszczona wojną stuletnią w XV w. Francja straciła dominację na rzecz Flandrii i Burgundii, a z czasem najlepsi muzycy wędrowali do wzbogaconych na zamorskim handlu miast włoskich, które w drugiej połowie XVI w. stały się najważniejszymi ośrodkami muzycznymi w Europie.
Wielogłosowość pozostawała elitarną sztuką i wiedzą, wspartą na tradycji pitagorejsko-platońskiej (racjonalistycznej, matematycznej) i biblijnej (metafizycznej), w myśl których muzyka jest darem Bożym i odzwierciedleniem boskiego porządku rzeczy. Lecz znamienny dla tych czasów był również rozwój sztuki świeckiej, i to tak żywiołowy, że zmusił uczestników soboru trydenckiego do wyraźnego nakazania oddzielenia muzyki religijnej od laickiej.
Zmianom podlegały wszystkie elementy języka muzycznego. Różnorodne, nierzadko jaskrawe „brzmienie gotyku” wypierała jednorodna polifonia wokalna o pełnym brzmieniu. Tercje i seksty stały się najważniejszymi interwałami w budowie akordów, zastępując w roli konsonantów kwinty i kwarty. Ideałem stała się śpiewna, płynna melodia. Pojawiło się dążenie do naturalności wyrazu, a nawet do naśladownictwa dźwiękowego, szczególnie wyraźnego w madrygałach.

## Muzyka renesansu w Polsce
Właściwy rozwój muzyki polskiej typowy dla renesansu przypada na I połowę XVI wieku. Szczytowy okres polskiego odrodzenia stanowiły lata panowania Zygmunta I Starego i Zygmunta II Augusta. Wiek XVI nazywano "złotym wiekiem muzyki polskiej". Muzyka polska stała na wysokim poziomie, nadążała za europejskimi trendami. Zygmunt II był miłośnikiem sztuki, więc starannie dobierał skład swojego dworu. Otaczał się takimi kompozytorami jak Wacław z Szamotuł czy Marcin Lepolita. W 1543 roku Zygmunt I Stary ufundował kapelę rorantystów na Wawelu na wzór Kapeli Sykstyńskiej. Pierwszym przełożonym kapeli był Mikołaj z Poznania, w ciągu następnych lat na jej czele stało wielu wybitnych kompozytorów. Obok Kapeli Rorantystów ufundowano w 1619 roku Kapelę katedralną, pozostającą również pod kierunkiem znakomitych kompozytorów głównie Włochów jak Annibale Orgas czy Bernardino Terzago. Muzyka polska miała duże powiązania z muzyką niemiecką. Muzyczne stosunki między Polską a Niemcami trwały nieprzerwanie przez wiele lat i ujawniały się na różne sposoby. Niemieccy wydawcy często wzbogacali swoje publikacje dziełami kompozytorów polskich, stawiając ich obok największych mistrzów XVI wieku. Tak więc w Norymberdze drukarnia Montanus & Neuber reklamowała w 1554 r. motet wielkiego polskiego kompozytora Wacława z Szamotuł w publikacji, a w 1563 r. jego drugi motet. W muzyce polskiego renesansu ważne miejsce zajmowała twórczość pieśniarska. Pieśni miały różnorodną tematykę historyczną, mitologiczną, społeczną, okolicznościową i rozwijały się we wszystkich istniejących odmianach. Jedną z najważniejszych pozostałości muzyki polskiego średniowiecza jest Tabulatura Jana z Lublina. Jest to rękopis zawierający ponad 230 utworów, dwie rozprawy teoretyczne i ponad 250 przykładów muzycznych o przeznaczeniu dydaktycznym.
Kulturę renesansu cechowało odkrycie greckich i rzymskich ideałów. W muzyce dominowała religijna, wokalna muzyka polifoniczna a cappella (chór bez towarzyszenia instrumentów). Istotą polifonii jest równoczesne prowadzenie kilku równorzędnych głosów wokalnych lub instrumentalnych. Wszystkie głosy są równie ważne. Zwiększenie liczby głosów do czterech i więcej sprawiło, że rozwinęły się takie formy jak: motet, msza i madrygał (świecka pieśń polifoniczna). Obok form wokalnych zaczęły się pojawiać formy instrumentalne pisane na lutnię i organy.
Wraz z rozwojem wielogłosowości (co miało miejsce już pod koniec średniowiecza) nastąpił też rozwój teorii muzycznej. Ustalono tercjową budowę akordów (tercja – trzy)i wyszczególniono tzw. triadę harmoniczną, czyli trzy najważniejsze akordy:
T – tonika, zbudowana na I st. gamy (najważniejsza spośród trójdźwięków triady), S – subdominanta (inaczej ‘dolna dominanta’), zbudowana na IV st. gamy, D – dominanta, zbudowana na V st. gamy. Należy jednak podkreślić, iż w renesansie korzystano ze skal kościelnych, tzw. modi. Obecnie używany system dur-moll wykształcił się dopiero w baroku.
Czołowi przedstawiciele:
- Mikołaj Gomółka
- Mikołaj z Krakowa
- Wacław z Szamotuł
- Cyprian Bazylik
- Jerzy Liban
- Mikołaj Zieleński
- Sebastian z Felsztyna
- Marcin Leopolita

## Literatura
- M. Wozaczyńska Muzyka renesansu, Gdańsk, Akademia Muzyczna 1996.
- K. Morawska Historia muzyki polskiej. Renesans, Warszawa (Sutkowski Edition) 1994.
- D. Gwizdalanka Historia muzyki 1, Kraków (PWM) 2005, 107-176.
- M. Kowalska ABC historii muzyki, Kraków (Musica lagellonica) 2001, s. 113–195.
- P. Orawski Lekcje muzyki. Średniowiecze i renesans, Warszawa 2010.